# 오리노코칼코박쥐
오리노코칼코박쥐(Lonchorhina orinocensis)는 주걱박쥐과(신세계잎코박쥐류)에 속하는 박쥐의 일종이다. 콜롬비아와 베네수엘라에서 발견된다.